# Scoopers (anime)
 Scoopers  (スクーパーズ) est un film d'animation OAV, sorti entre 1987 au Japon. Dans un univers de science-fiction, il traite des dérives de la science et de la menace de l’intelligence artificielle sur la société.

## Synopsis
Au XXe siècle, une journaliste (Yoko) et son partenaire photographe (Beato, un androïde) doivent enquêter sur un certain Mister X, le chef d’une puissante organisation secrète qui menace la sécurité publique. Celui-ci lance des opérations depuis Technoland, une base secrète déguisée en un parc d’attraction technologique.

## Fiche technique
- Titre :  Scoopers
- Réalisation : Hideo Watanabe, Jun Hirabayashi
- Scénario :
- Character design : Monkey Punch
- Musique : Yasuo Kosugi
- Pays d'origine :  Japon
- Année de production : 1987
- Genre : science-fiction
- Durée :  58 minutes
- Dates de sortie française : n/a

## Commentaires
Cette OAV aborde plusieurs thèmes et concepts originaux de science-fiction comme un satellite à canon laser, androide de combat, les superordinateurs.
La séquence se déroulant dans l’ordinateur centrale est inspiré du film Tron.